# Santi Cogolludo
Santi Cogolludo (Barcelona, 1961) és un fotògraf català. Des de l'any 2000, viu a Barcelona i és col·laborador fix del diari El Mundo. L'any 1999 va ser nominat amb el Zilvern Camera dels Països Baixos com un dels millors fotògrafs de l'any per un treball sobre les condicions de vida dels treballadors immigrants del ponent de la província d'Almeria. L'any 1990 va guanyar el tercer premi FotoPres. Ha col·laborat a El Periódico de Catalunya, El Independiente, El Sol i El Diari de Barcelona, i va ser membre de l'agència STAFF de Madrid.